# Psapharochrus signatus
Psapharochrus signatus är en skalbaggsart som först beskrevs av Charles Joseph Gahan 1892.  Psapharochrus signatus ingår i släktet Psapharochrus och familjen långhorningar. Inga underarter finns listade i Catalogue of Life.